# Michail Prokofjewitsch Gerassimow

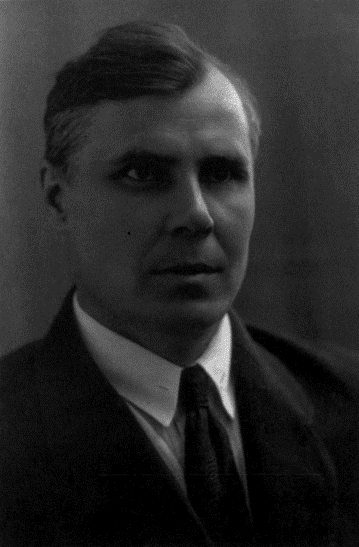
Michail Prokofjewitsch Gerassimow (1937)

Michail Prokofjewitsch Gerassimow (russisch Михаил Прокофьевич Герасимов; * 30. Septemberjul. / 12. Oktober 1889greg. in Petrowka bei Buguruslan; † 1939) war ein russischer Schriftsteller.
Bereits 1905 schloss er sich der Sozialistischen Partei an. Nach der Oktoberrevolution 1917 wurde er ein führendes Mitglied der Proletkult-Bewegung und Mitbegründer der Schriftstellergruppe Kusniza (dt. „Schmiede“). Im Jahr 1921 trat er aus Protest gegen die Neue Ökonomische Politik aus der Partei aus. 1932, nach dem Sieg des Stalinismus in der Sowjetunion, wurde die Kusniza per Parteibeschluss aufgelöst. Gerassimow wurde 1937 verhaftet und starb zwei Jahre später im Gefängnis.